# Sant Joan (Boí)

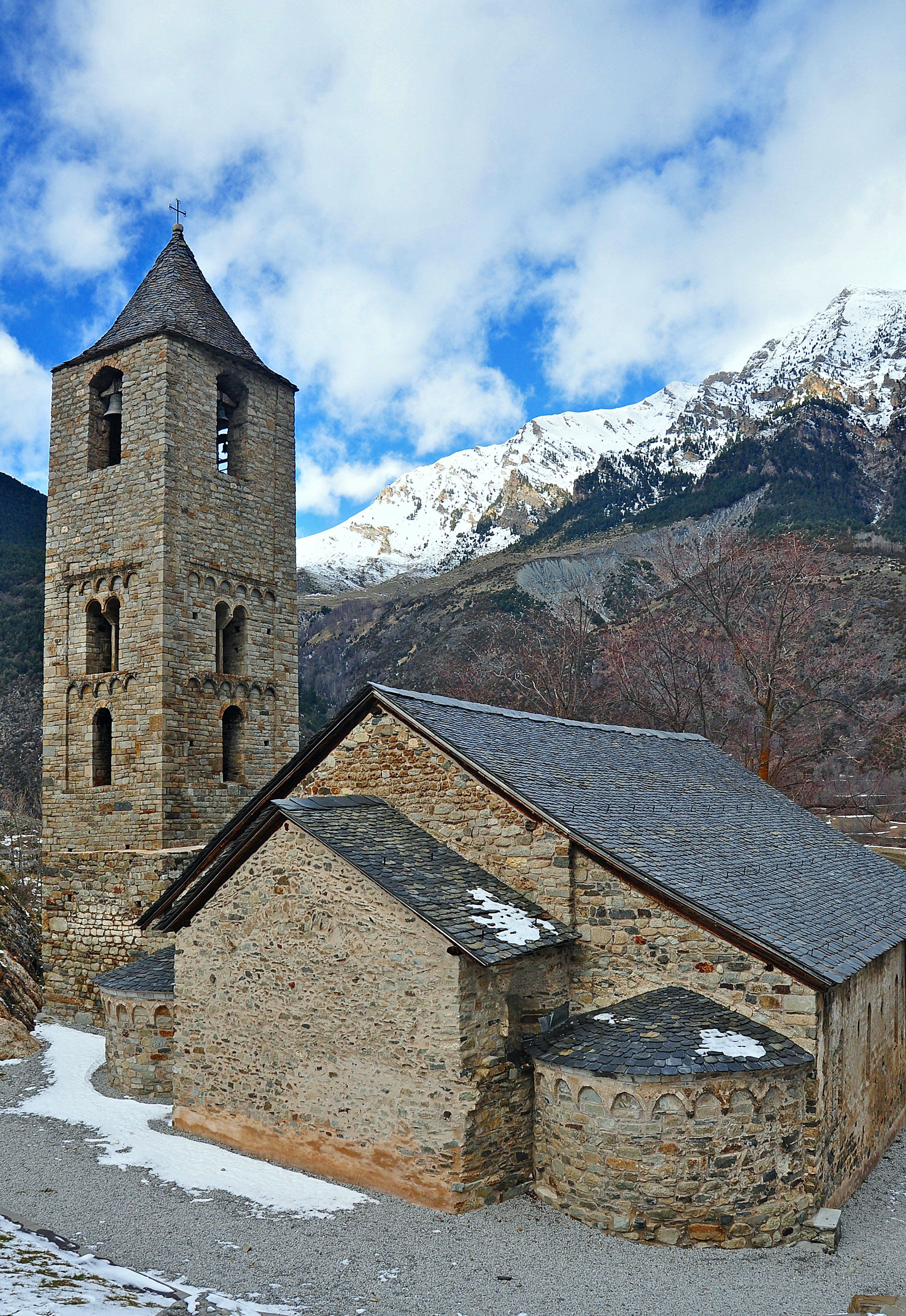
Pfarrkirche Sant Joan

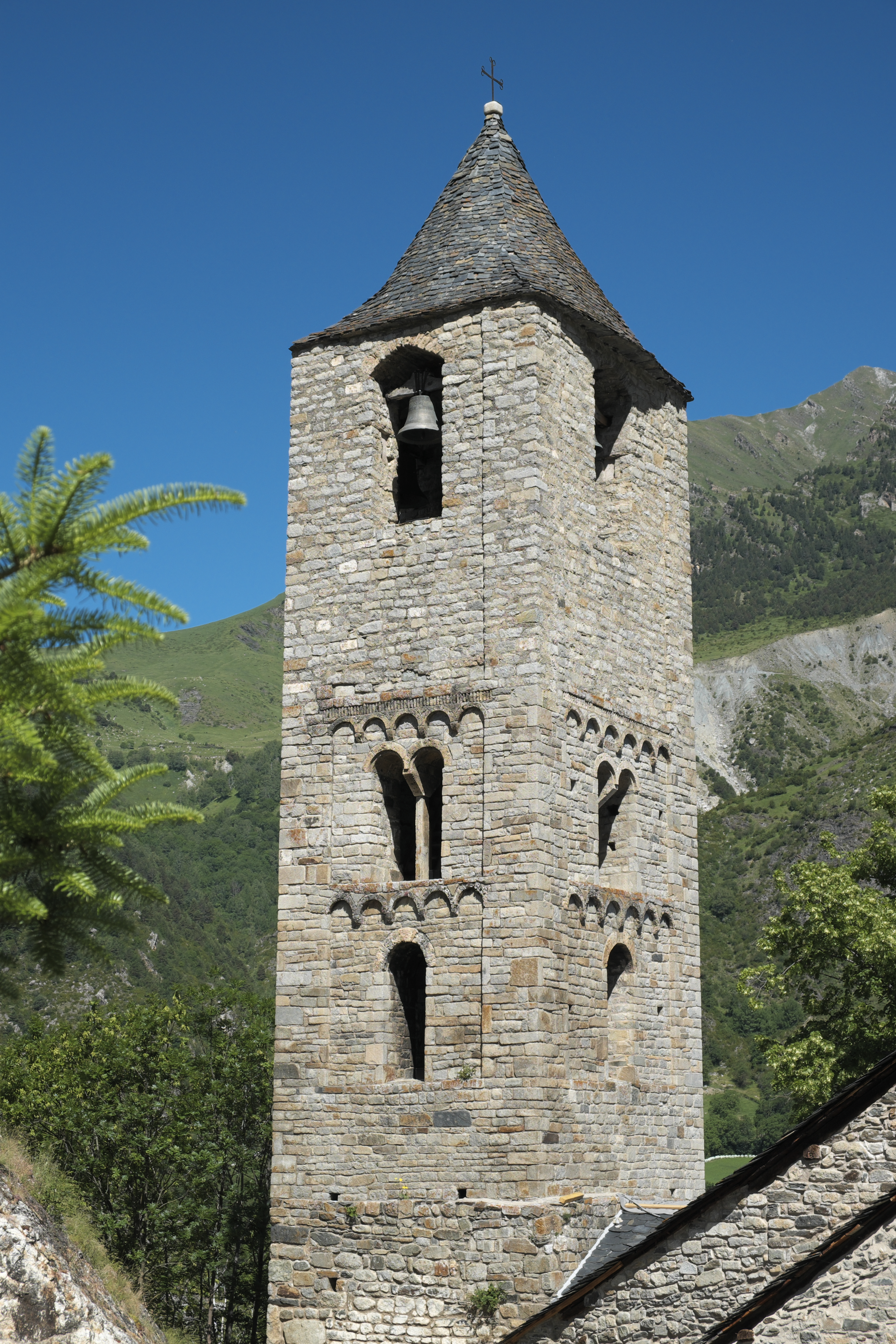
Glockenturm

Die römisch-katholische Pfarrkirche Sant Joan in Boí, einem Ortsteil der Gemeinde Vall de Boí, gehört zu den neun romanischen Kirchen in der spanischen Autonomen Region Katalonien, die im Jahr 2000 von der UNESCO als Catalan Romanesque Churches of the Vall de Boí in die Weltkulturerbeliste aufgenommen wurden. Die im 11. Jahrhundert errichtete Kirche war bereits im Jahr 1962 zum Bé Cultural d’Interès Nacional (Kulturgut von nationaler Bedeutung) erklärt worden.

## Geschichte
Die Kirche wurde ursprünglich als dreischiffige Basilika mit drei halbrunden Apsiden im 11. Jahrhundert errichtet. Im 13. Jahrhundert erfolgte der Umbau zu einem einschiffigen Langhaus, wobei die Seitenschiffe zu Kapellen umgebaut wurden. Im 17. oder 18. Jahrhundert wurde die Hauptapsis abgebrochen und im Zuge der Restaurierung der Kirche in den 1970er Jahren wieder neu errichtet. Bei der Restaurierung in den Jahren 1997/98 wurde versucht, den Zustand des 12. Jahrhunderts weitgehend wiederherzustellen. Dabei wurden an den Wänden Kopien der ursprünglichen Wandmalereien aus dem 11. Jahrhundert angebracht, deren Originale heute im Museu Nacional d’Art de Catalunya (MNAC) in Barcelona untergebracht sind.

## Architektur

### Außenbau

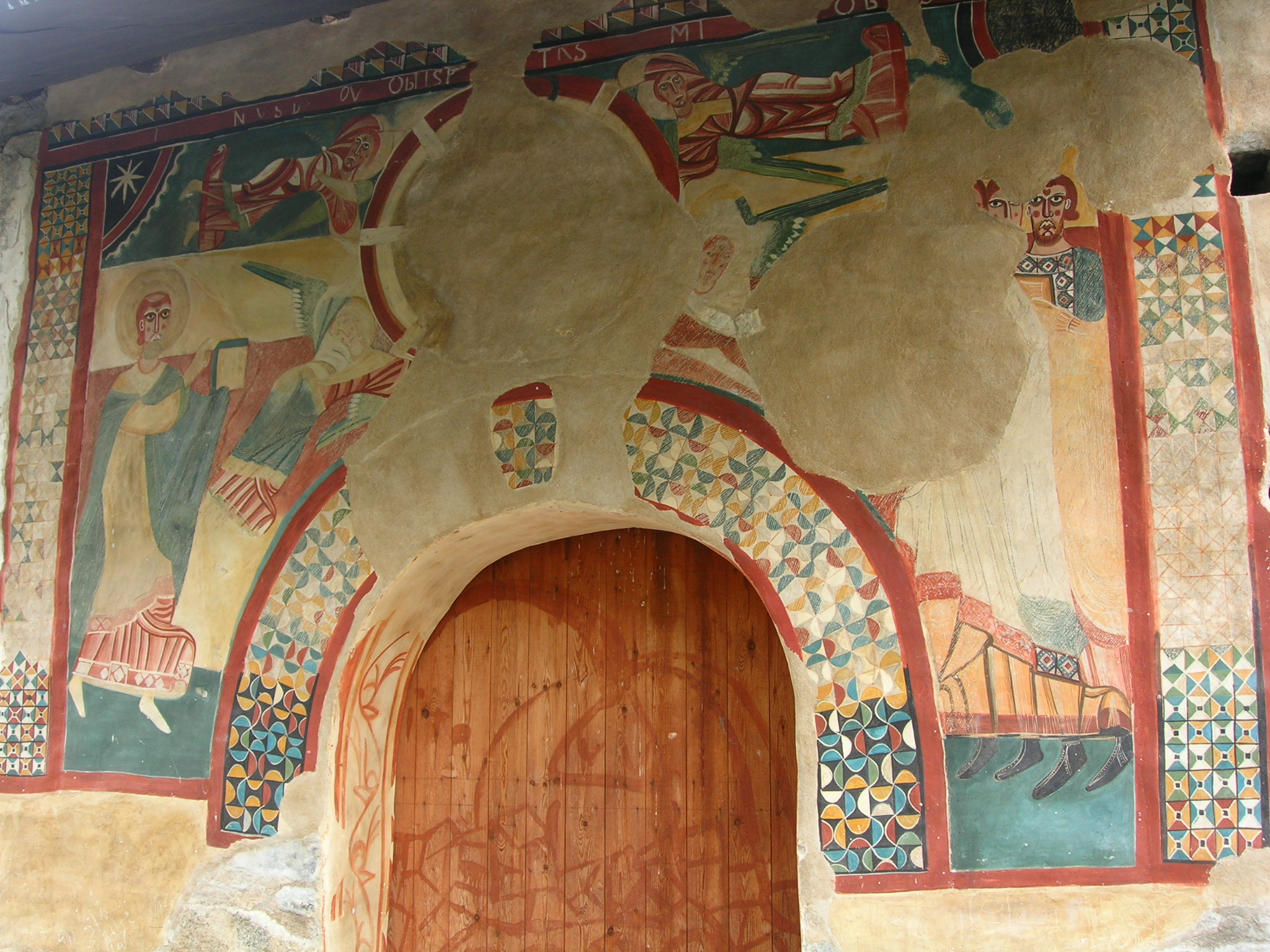
Replik einer Wandmalerei am Nordportal

Im Osten des südlichen Langhauses steht der Glockenturm, der über einem quadratischen Grundriss errichtet und in vier Stockwerke gegliedert ist. Das aus weniger sorgfältig behauenen und unregelmäßig angeordneten Steinen errichtete Erdgeschoss geht noch auf die erste Bauphase im 11. Jahrhundert zurück, die beiden folgenden Stockwerke aus regelmäßigem Mauerwerk wurden im 12. Jahrhundert errichtet, das Glockengeschoss stammt aus neuerer Zeit. Die beiden mittleren Geschosse des Turms sind wie die seitlichen Apsiden im Stil der lombardischen Romanik mit Blendbögen und Ecklisenen verziert. Das zweite Stockwerk wird von großen Rundbogenfenstern durchbrochen, im dritten Stock öffnen sich hohe Zwillingsfenster mit schlanken Mittelsäulen. 
Das Nordportal war ursprünglich in eine Vorhalle integriert, die in neuerer Zeit abgerissen wurde. Das Portal ist von der Replik einer Wandmalerei umgeben, deren Original ins 12. Jahrhundert datiert wird und die im Museu Nacional d’Art de Catalunya in Barcelona aufbewahrt wird. Die Kopie dieser in Katalonien äußerst seltenen, an einer Außenwand erhaltenen Wandmalerei wird durch ein Vordach geschützt.

### Innenraum
Im Innenraum öffnen sich weite Rundbogenarkaden, die auf massiven Säulen und Pfeilern aufliegen, zu den Seitenschiffen. Das Hauptschiff und die beiden Seitenschiffe werden von Holzbalkendecken überspannt.

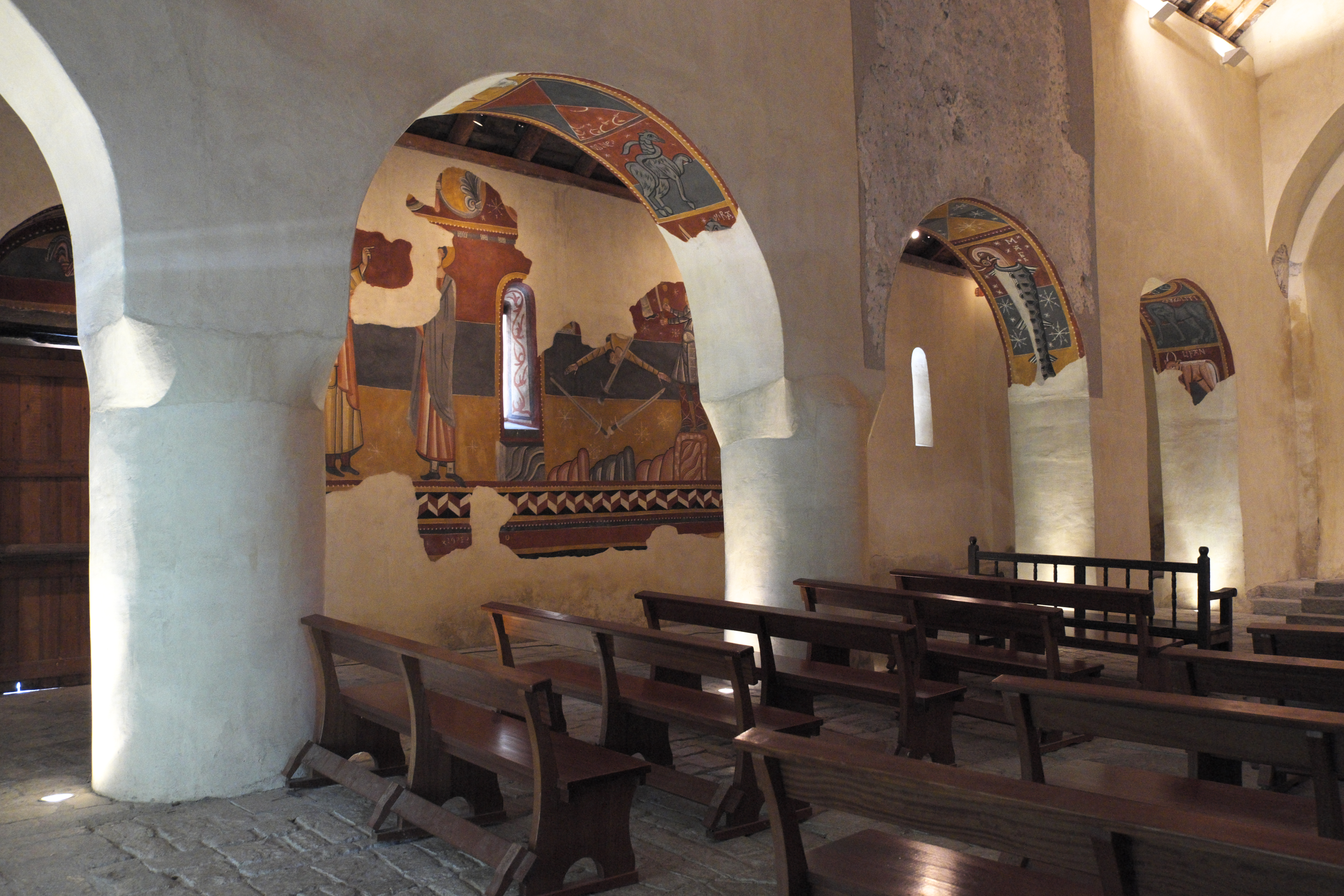
Mittelschiffarkaden
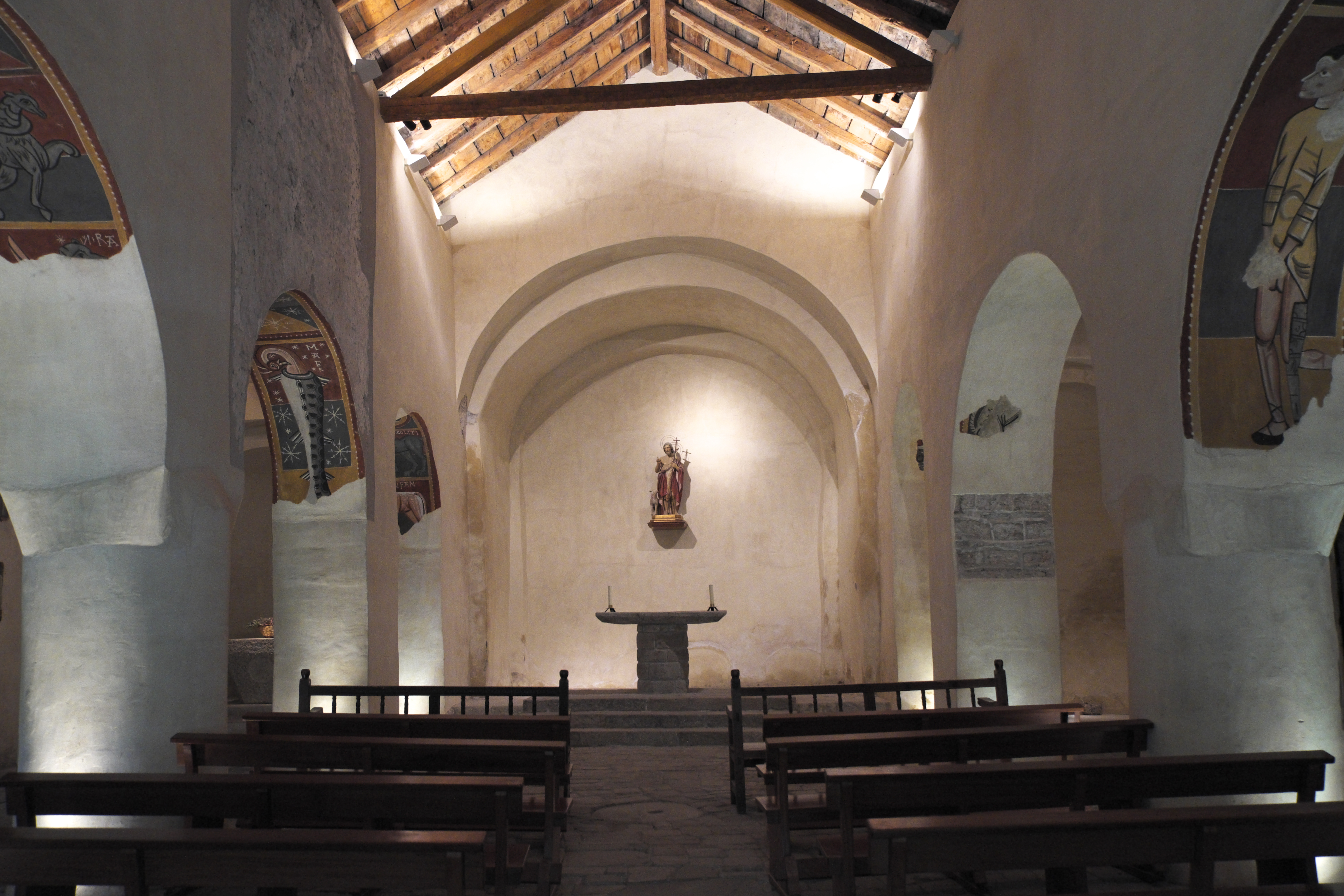
Mittelschiff
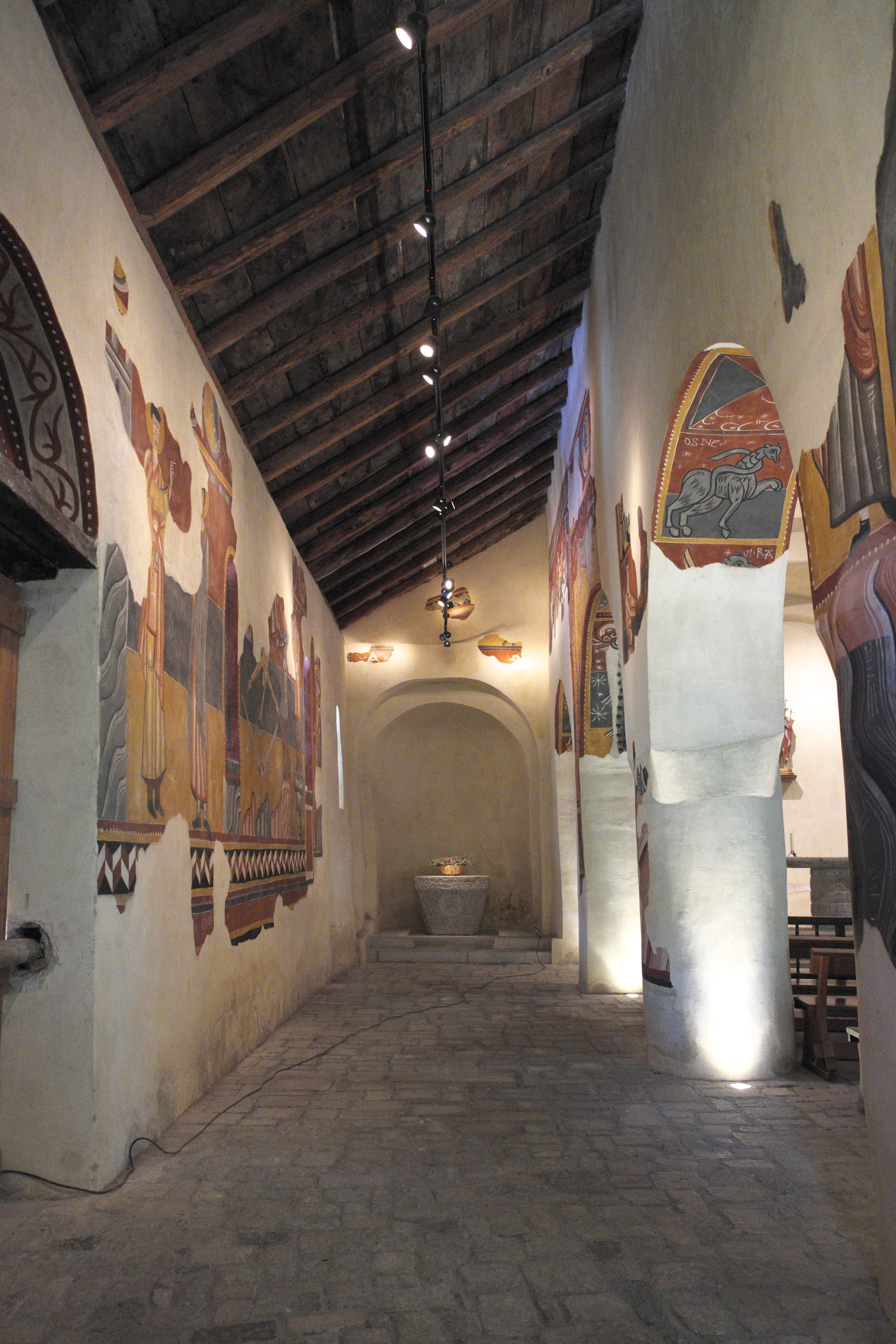
Seitenschiff

## Wandmalereien
In der Kirche sind Kopien von Wandmalereien zu sehen, die im 11. Jahrhundert entstanden und deren Originale sich ebenfalls im Museu Nacional d’Art de Catalunya in Barcelona befinden. Eine Szene stellt Gaukler dar, einen Harfenspieler, eine Person, die mit Bällen jongliert, und eine andere Person mit drei Schwertern. Eine Person, ein Sünder in obszöner Pose und einer Prothese am linken Fuß, ist vermutlich als Sinnbild für körperliche und moralische Schwäche zu verstehen. Die meisten Malereien stellen Tiere oder Phantasiewesen dar. Auf einer Szene ist die Steinigung des heiligen Stephanus zu sehen. 

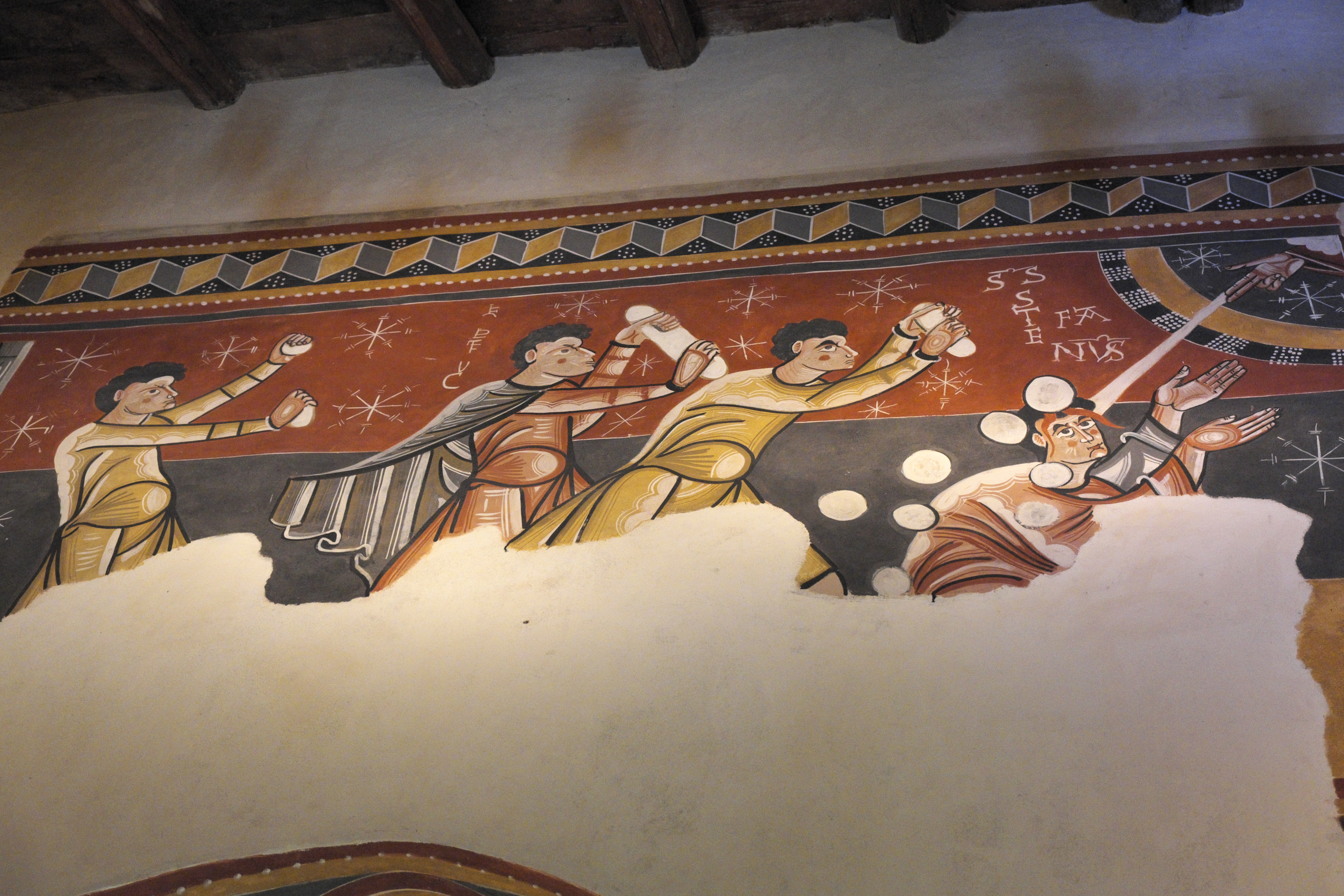
Steinigung des heiligen Stephanus
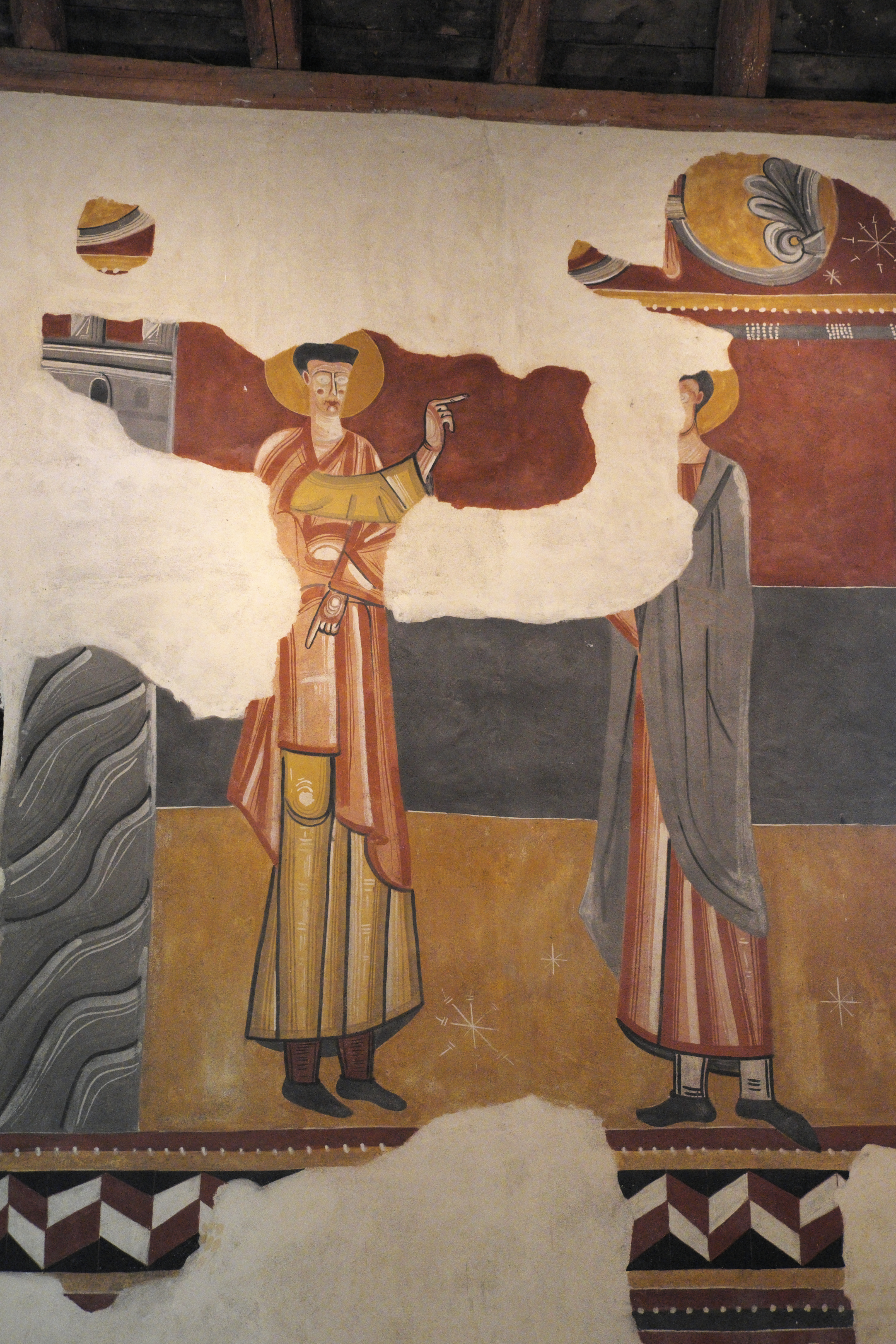
Zwei Personen
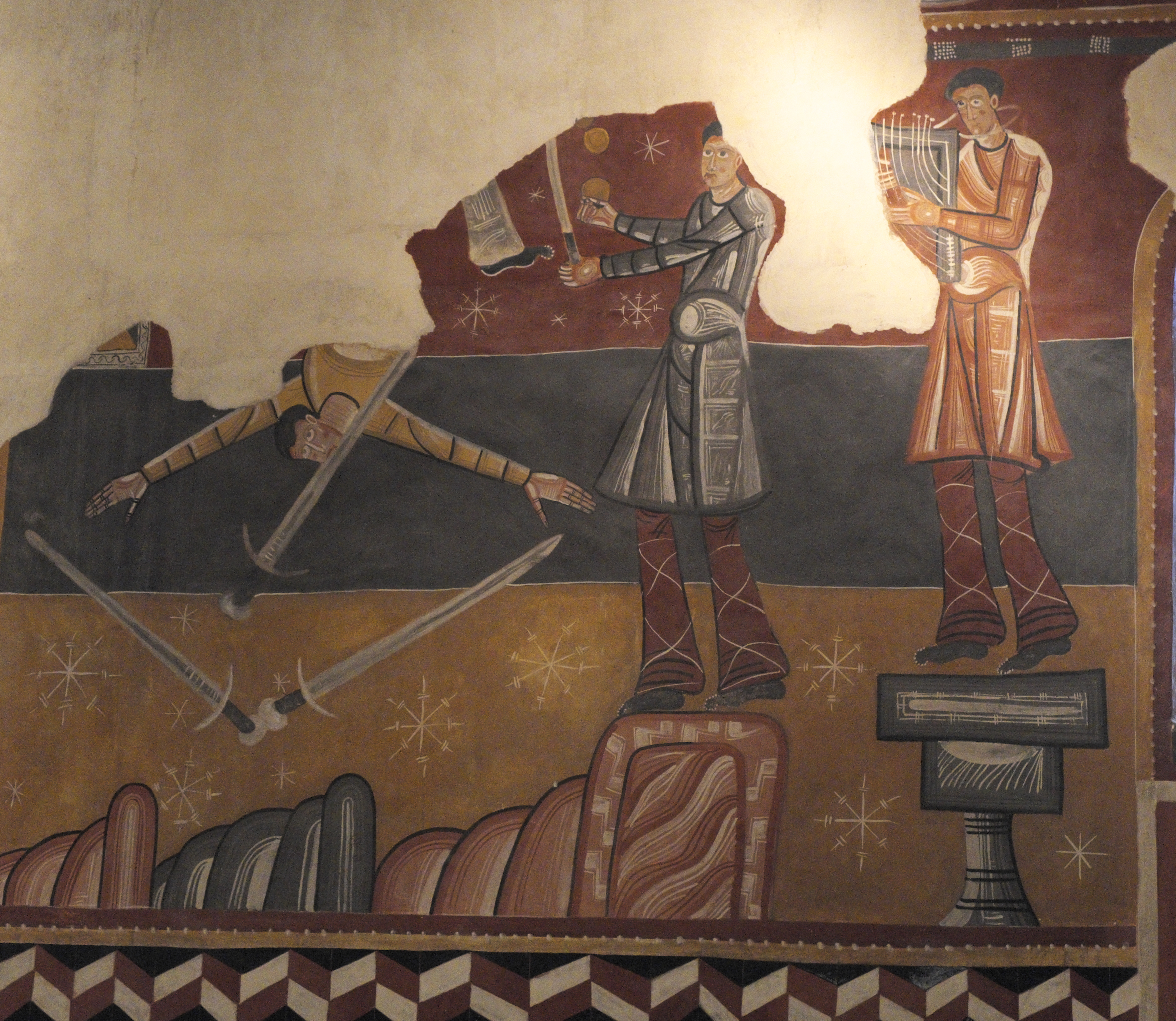
Gaukler
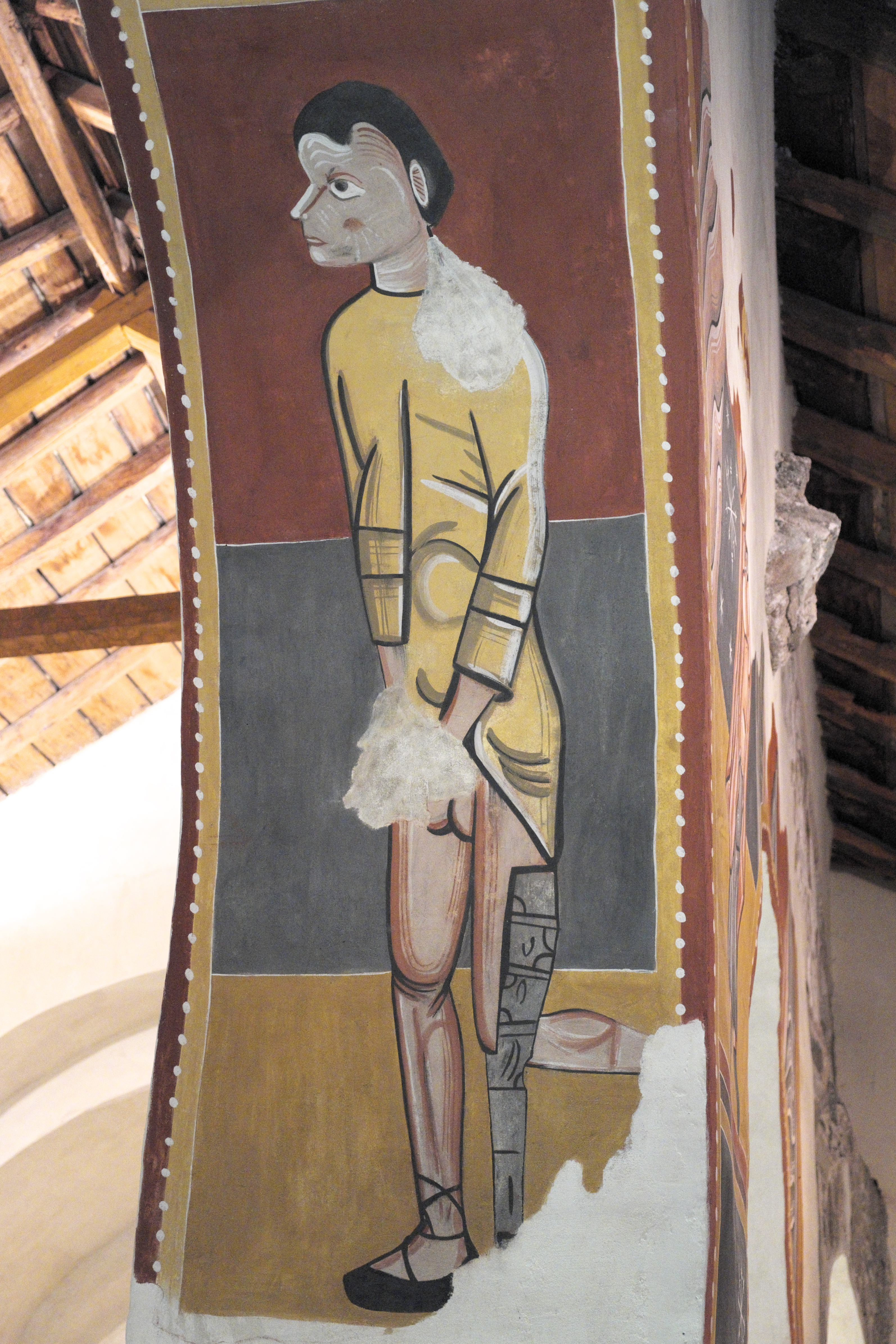
Sünder
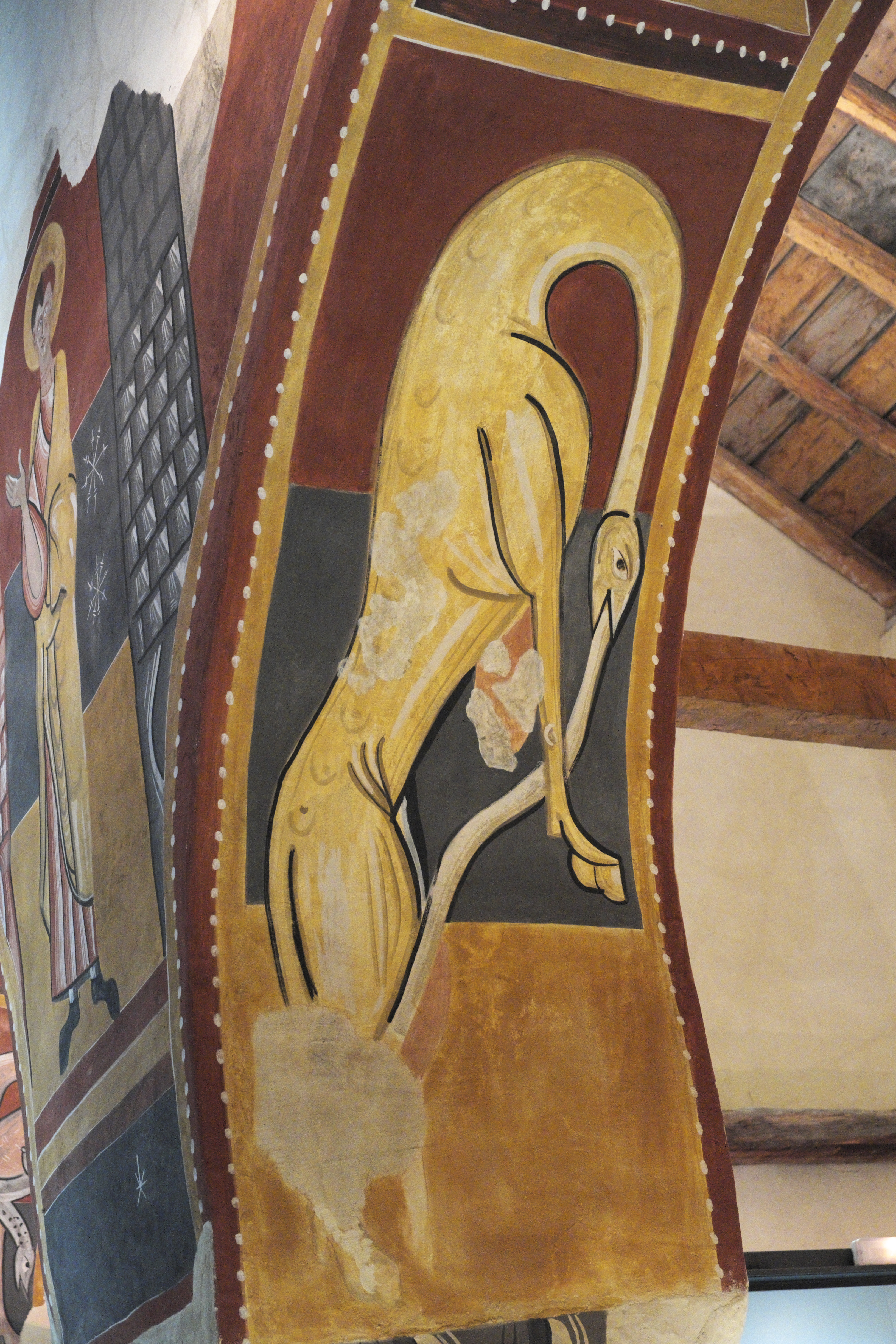
Phantasiewesen
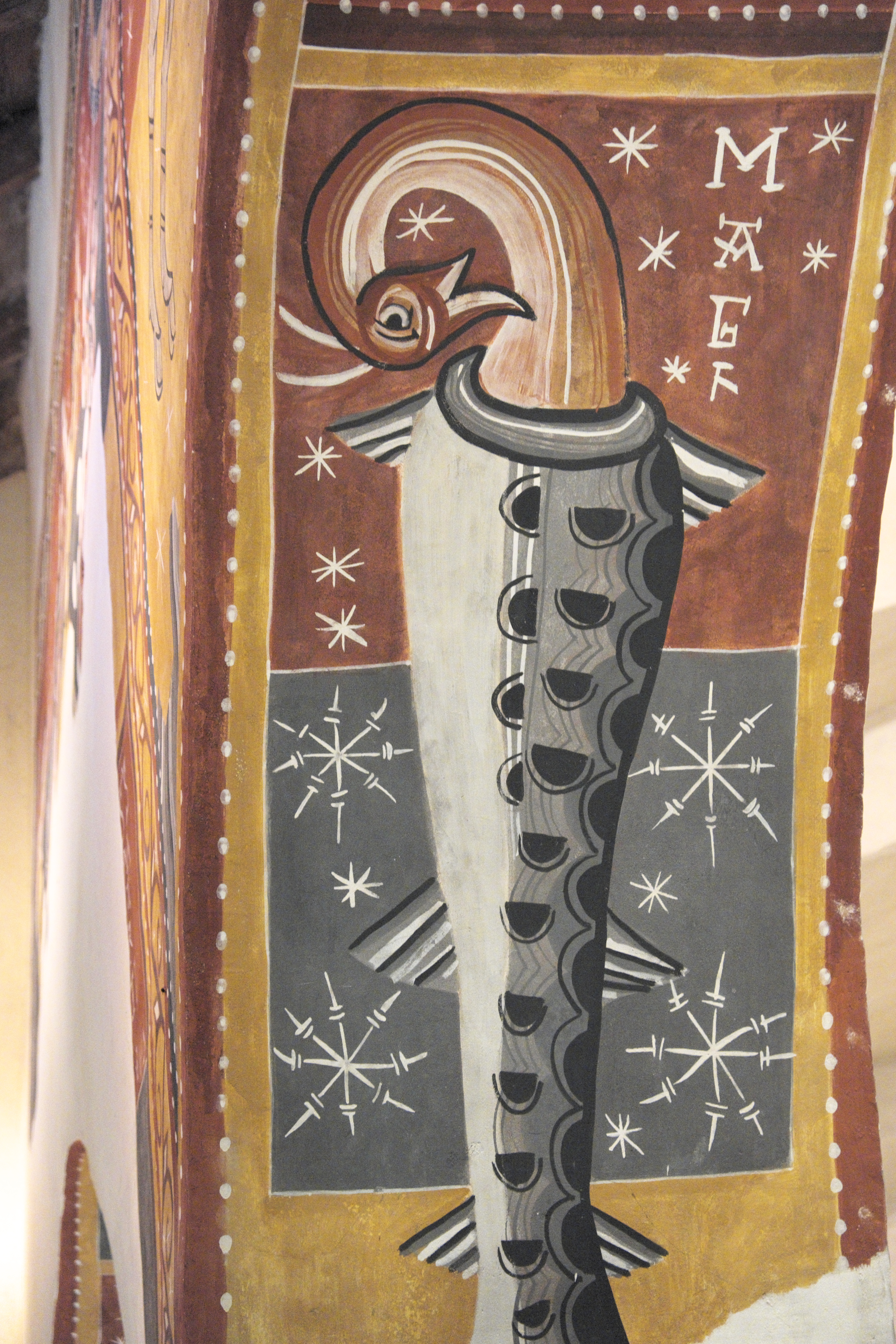
Phantasiewesen
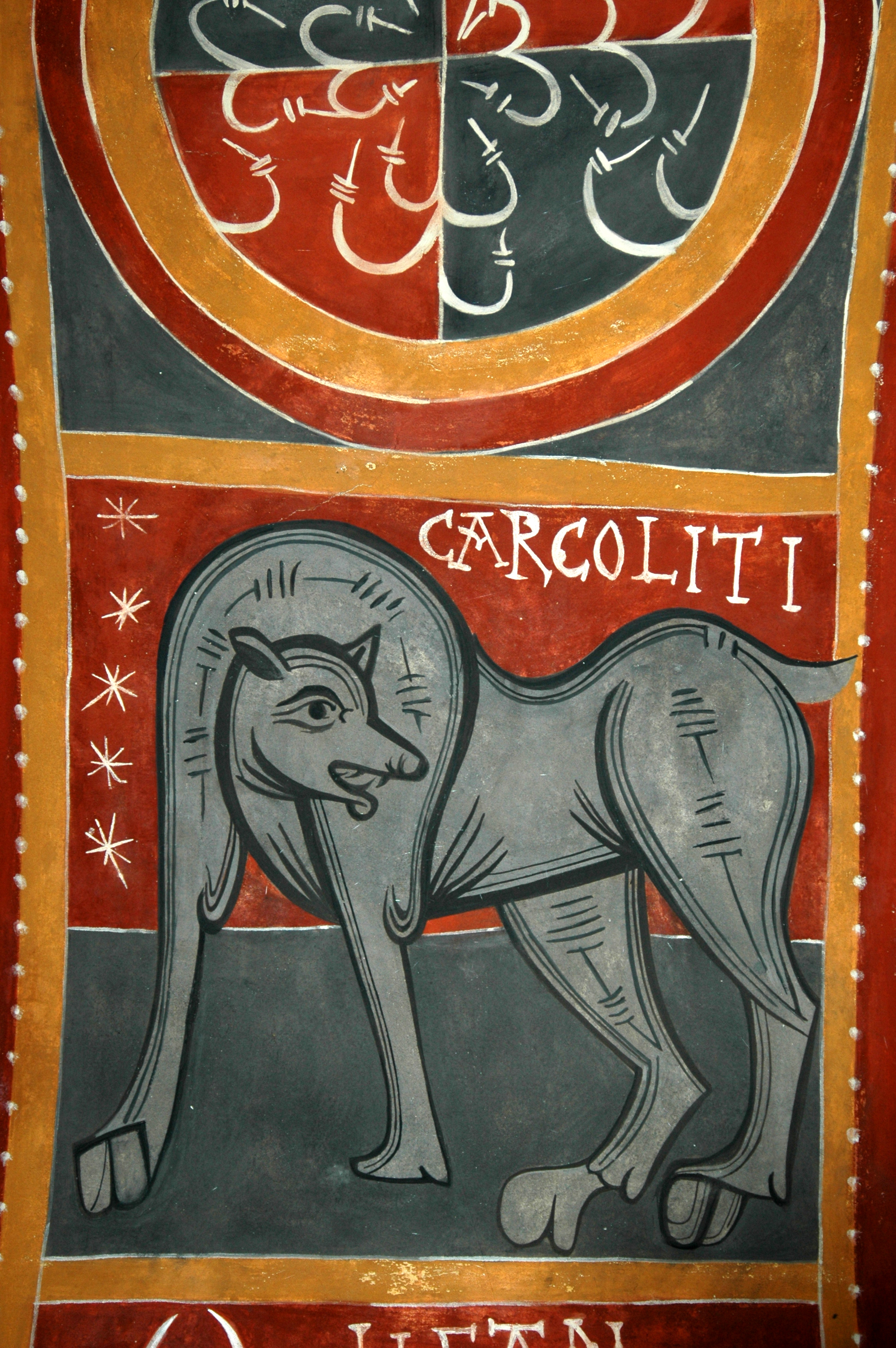
Phantasiewesen
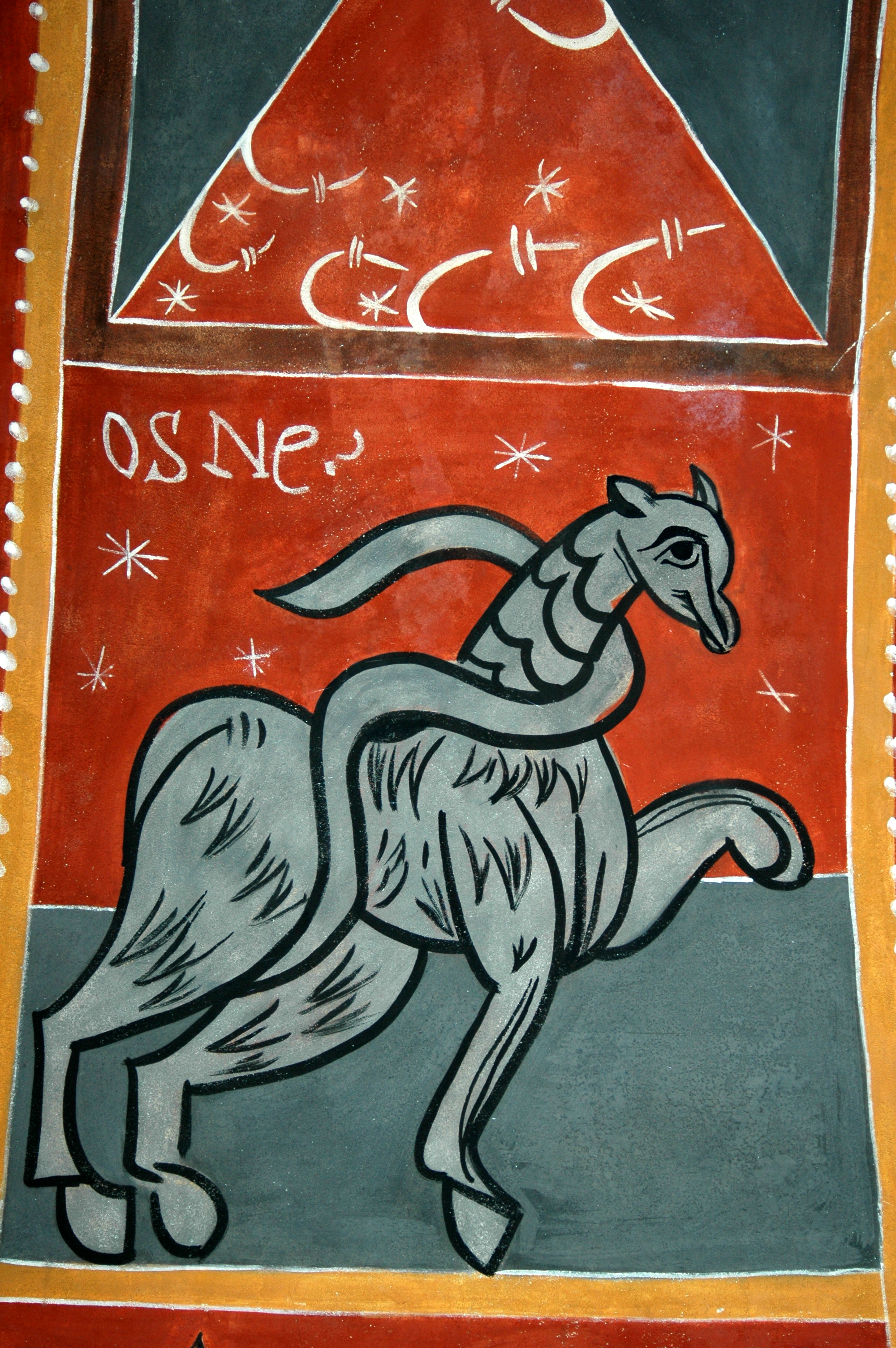
Phantasiewesen
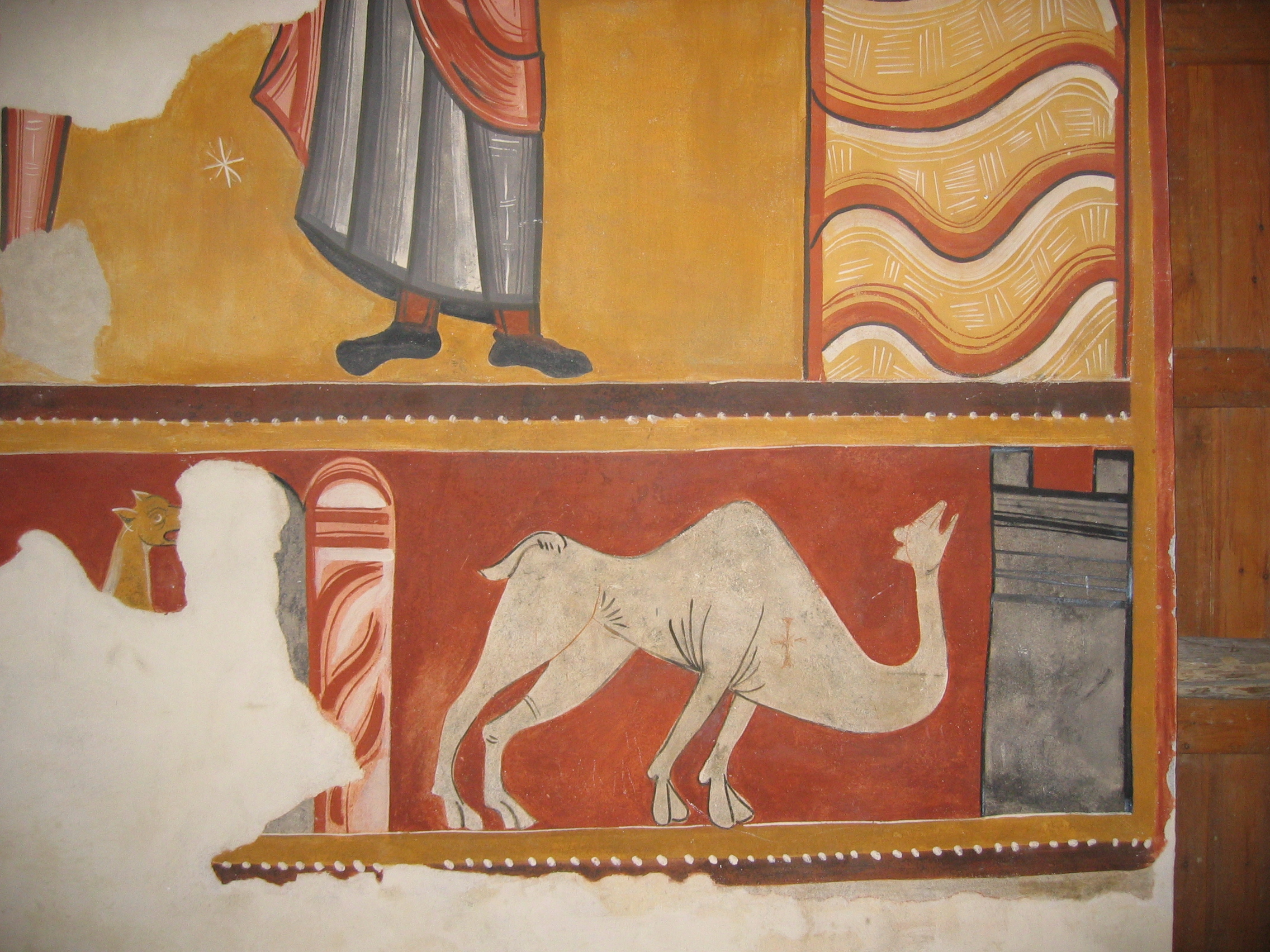
Dromedar